# Serena Dipierro
Serena Dipierro est une mathématicienne italienne dont les recherches portent sur les équation aux dérivées partielles, la régularité de leur solution, leurs transitions de phase, les opérateurs non locaux (en) et les problèmes de frontière libre (en), avec des applications parmi lesquelles la dynamique des populations, la mécanique quantique, la cristallographie et les mathématiques financières,. Elle est professeure à la School of Physics, Mathematics and Computing à l'Université d'Australie-Occidentale, où elle dirige le département de mathématiques et de statistiques.

## Formation et carrière
Après avoir obtenu un laurea à l'université de Bari en 2006 et une maîtrise avec Lorenzo D'Ambrosio à la même université en 2008, Dipierro a terminé un doctorat en mathématiques à l'International School for Advanced Studies de Trieste en 2012. Sa thèse, intitulée Concentration phenomena for singularly perturbed elliptic problems and related topics (Phénomènes de concentration pour les problèmes elliptiques singulièrement perturbés et sujets connexes), a été dirigée par Andrea Malchiodi.
Elle a été chercheuse postdoctorale à l'université du Chili et à l'université d'Édimbourg, également boursière Humboldt, et membre du corps professoral à l'université de Melbourne et à l'université de Milan avant de prendre son poste actuel à l'université d'Australie occidentale en 2018.

## Prix et distinctions
Dipierro est la lauréate 2021 de la médaille de la Société mathématique australienne. Elle reçoit la même année le prix Bartolozzi décerné par l'Union mathématique italienne.

## Publications
Avec María Medina de la Torre et Enrico Valdinoci, Dipierro est co-auteure de la monographie Fractional Elliptic Problems with Critical Growth in the Whole of {\displaystyle \mathbb {R} ^{n}} ( « 1506.01748 », texte en accès libre, sur arXiv. ; Edizioni Della Normale, 2017).
- Serena Dipierro, Joaquim Serra et Enrico Valdinoci, « Improvement of Flatness for Nonlocal Phase Transitions », American Journal of Mathematics, vol. 142, no 4,‎ 2020, p. 1083–1160 (DOI 10.1353/ajm.2020.0032, arXiv 1611.10105)